# 上海法租界巡捕房
上海法租界巡捕房（法語：Garde Municipale de la concession française de Shanghaï）是上海法租界的警察武装，成立于1857年，1943年7月租界交还中国（汪精卫政府）时结束，共存在86年时间。
1856年6月，法国驻上海代理领事爱棠雇佣3名欧洲人在法租界巡逻；次年十一月正式成立巡捕房。1864年，上海法租界公董局大楼在老北门外公馆马路4号建成，中央捕房迁入其中，俗称“大自鸣钟捕房”。1918年4月15日，法租界中央捕房迁往卢家湾薛华立路新建的警务处大楼，大自鸣钟原址改称老北门捕房。1943年7月30日，汪精卫政权接收公共租界，接管捕房；各捕房改为上海特别市第三警察局各分局。
上海法租界巡捕房最初均为法国人，或宣布服从法国领事馆的外国人。1869年以后有华人加入，1906年越捕加入。

## 分区捕房
上海法租界巡捕房下设的分区捕房共有6个：

### 老租界
1.麦兰捕房（老北门捕房）：位于公馆马路、老北门大街转角（今黄浦区金陵东路174号，现为黄浦公安分局）。

2.小东门捕房：位于小东门外滩（中山东二路269号原水上分局）

3.霞飞路捕房：霞飞路、葛罗路转角（今淮海中路235号，现为“爱马仕之家”）

### 新租界
4.中央捕房 ：卢家湾薛华立路（今建国中路，卢湾公安分局）

5.福煦路捕房：位于宝建路（今宝庆路1号，徐汇公安分局）

6.贝当路捕房（今建国西路648号，市检察院）